# Il quartiere fortunato
Il quartiere fortunato è un intermezzo comico per musica in tre parti di Carlo Goldoni del 1744. Non rimane alcuna traccia della musica originaria, ma, poiché il linguaggio e la trama si prestano anche a rappresentazioni non operistiche, in epoca moderna l'intermezzo ha avuto alcune messinscene come atto unico teatrale.
Il tema militare, abbastanza raro nel teatro goldoniano, sarà dall'autore affrontato solo in altre tre opere: L'amante militare del 1751, L'impostore del 1754 e La guerra del 1760.

## Trama
Roccaforte, un ufficiale impegnato in azioni di guerra, prende possesso della casa della vedova Bellinda per stanziarvi il proprio quartiere militare. Tra i due nascono schermaglie amorose che si concluderanno con la decisione di sposarsi, ma a patto di lasciarsi reciproca libertà di frequentare altre persone, mettendo da parte qualsiasi tipo di gelosia. 

## Poetica
Al di là del brio e del divertimento propri di questo intermezzo, riveste particolare interesse il messaggio moderno sulla parità di diritti e doveri dei coniugi.